# ازدواج همجنس در استرالیا

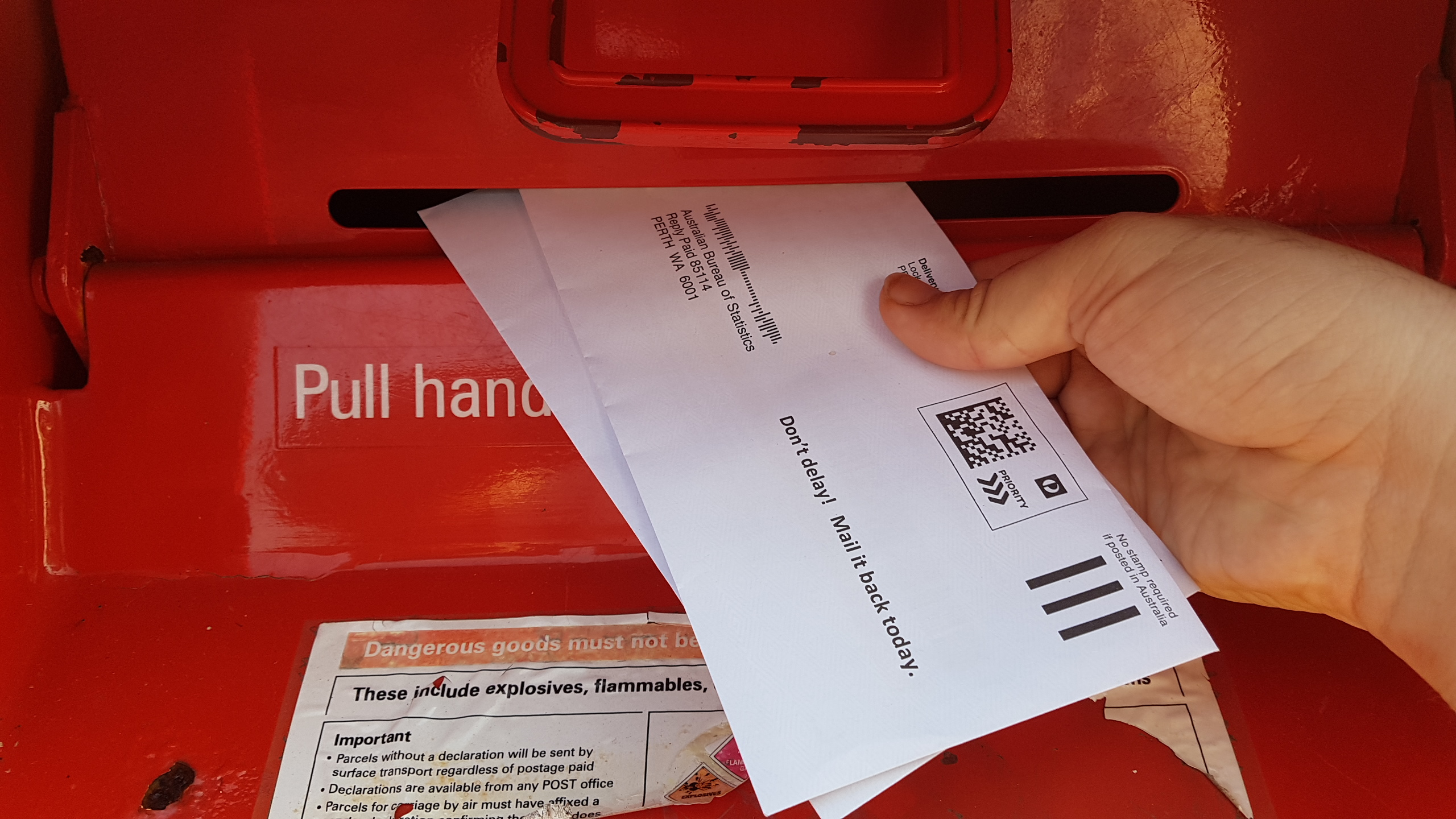
نمایی از یک‌شخص که در سپتامبر ۲۰۱۷ رأی خود در همه‌پرسی ازدواج همجنس‌گرایان در استرالیا را به صندوق پست فرستاد.

ازدواج همجنس‌ در استرالیا از ۹ دسامبر ۲۰۱۷ قانونی شده‌است. قانون ازدواج همجنس‌ در ۷ دسامبر ۲۰۱۷ به‌وسیلهٔ پارلمان استرالیا تصویب، و یک روز بعد توشیح ملوکانه را از فرماندار کل استرالیا بدست آورد. این قانون از ۹ دسامبر به اجرا درآمد و بلافاصله تمام ازدواج‌های زوج‌های همجنسی که در خارج از استرالیا انجام شده بودند به رسمیت شناخته شدند. نخستین ازدواج‌های زوج‌های همجنس در ۱۶ دسامبر انجام گرفتند.
قانونی شدن ازدواج همجنس‌ در در استرالیا، پس از یک نظرخواهی داوطلبانهٔ پستی از شهروندان این کشور انجام گرفت. در این نظرخواهی، ۶۱٫۶ از پرسش شوندگان از فراهم شدن حق برابر برای زوج‌های همجنس پشتیبانی کرده بودند.

## تاریخچه
پیش از قانونی شدن ازدواج همجنس‌گرایان در استرالیا، قانونی‌سازی ازدواج زوج‌های همجنس ۲۲ بار از سپتامبر ۲۰۰۴ تا مه ۲۰۱۷ به وسیلهٔ پارلمان فدرال این کشور رد شده بود. قلمرو پایتختی استرالیا در دسامبر ۲۰۱۳ با موفقیت ازدواج همجنس‌گرایان را قانونی ساخته بود ولی دادگاه عالی استرالیا این قانون را از به حالت تعلیق درآورده بود.

## گونه‌های دیگر زندگی مشترک
در استرالیا، بجز ازدواج، گونه‌های دیگری از زندگی مشترک برای زوج‌های همجنس فراهم است. بر پایهٔ قانون فدرال، زوج‌های همجنس می‌توانند زیر یک رابطهٔ دفاکتو که شامل بیشتر حقوق زوج‌های ازدواج‌کرده می‌شود، به رسمیت شناخته شوند. هرچند که ممکن است ثابت کردن این حقوق آسان نبوده و در عمل، چنین نیست که آن‌ها همیشه به رسمیت شناخته شوند. اگرچه همخانگی قانونی و پیوند مدنی در سطح ملی در استرالیا وجود ندارد، با این وجود، بیشتر ایالت‌ها و قلمروهای استرالیا نسبت به قانونی کردن پیوند مدنی یا همخانگی قانونی اقدام‌هایی انجام داده‌اند.

## یادداشت
1. ↑  در استرالیا لازم است که زوج‌ها نخست به امضای تمایل به ازدواج اقدام کنند و پس از گذشت دست‌کم یک ماه می‌توانند ازدواج خود را رسمی کنند.
این بدان معناست که نخستین ازدواج‌های زوج‌های همجنس بایستی یک ماه پس از ٩ دسامبر ٢٠١٧ ثبت می‌شد. با این وجود، برخی از زوج‌های همجنس موفق شدند با ثبت‌نام در مستثنی شدن از این قانون، ازدواج خود را زودتر از یک ماه ثبت کنند.